# 애니메이트 타임즈
애니메이트 타임즈(일본어: アニメイトタイムズ, 영어: animate Times)는 일본의 애니메이션 상품 판매점 애니메이트 및 주식회사 프론티어 웍스에 의한 애니메이션 관련 정보 사이트다. 2016년 4월 27일에 애니메이트 TV(일본어: アニメイトティービー, 영어:  AnimateTV)에서 개명했다.
애니메이션·게임·성우에 관한 뉴스나 프로모션 영상, 인터넷 라디오 프로그램 방송, 텔레비전 애니메이션의 인터넷 방송, CD·DVD등 각종 애니메이션 관련 상품의 통신 판매, 성우의 블로그 운영이나 칼럼 연재를 실시하고 있다.

## 방송중인 프로그램
독자 제작하여 독점으로 방송하는 프로그램 외에 다른 인타넷 라디오 사이트에서 제작·방송된 것을 같은 날 혹은 며칠 늦게 방송하고 있는 프로그램도 존재한다.
- 미카코@빠요빠요 (美佳子@ぱよぱよ)
- 소년 음양사 음양기숙사 전뇌부 방송국 ~ 줄여서 마고라지(少年陰陽師・陰陽寮 電脳部 放送局 〜略して孫ラジ)(격주)
- 아니메 점장! 코야스와 이와타의 VOICE 캐러삐 (アニメ店長！子安・岩田のＶＯＩＣＥきゃらびぃ)(격주)
- Root의 아니츠보 라디오(Rootのアニ壷ラジオ)(격주)
- 큐티 라디오(Cutie Radio) (격주)
- BRA:dio-Take a BRACE:d-（격주）
- 세인트 비스트 짐승들의 HEAVEN'S PARTY  (セイント・ビースト ケダモノたちのHEAVEN'S PARTY すぱーく)（隔週）
- 스즈무라 켄이치의 초인 타이츠 자이언트 (鈴村健一の超人タイツ ジャイアント)
- 사토 리나의 저 하늘에서 만나요F(佐藤利奈のあの空で逢いましょう♪F)
- 히로와 타쿠마의 우리들의 베샤리바 (紘と拓篤の俺たちのベシャリ場)（격주）（재방송）
- 사요나라 절망방송 (さよなら絶望放送)
- 사사라, 마량의 학생회 회장 라디오 for ToHeart2 (ささら・まーりゃんの生徒会会長ラジオ for ToHeart2)
- 주간 라G오 판타지 ~테라시마 타쿠마의 선전 회의~ (週刊ラＧオファンタジー ～寺島拓篤の宣伝会議 )
- 사이토 치와 무책임 편집 ~주간 우라G오 판타지~ (斎藤千和・無責任編集 〜週刊うらGおふぁんたじー)
- 《시카바네 히메》라디오 《屍姫》ラヂヲ

- 〈세공사 청공 방송국 쿠로〉(世空寺青空放送局 玄)
- 〈여기는 대린관 방송국 쿠로〉(こちら大麟館放送局 玄)

- 마리아†홀릭 웹 라디오〈아메노키사키 방송부〉(まりあ†ほりっくWebラジオ〈天の妃放送部〉)
- 흑집사 팬텀 미드나잇 라디오 黒執事　ファントムミッドナイトレディオ

- 〈레디오 블랙 사이드〉(レディオ・ブラックサイド)
- 〈레디오 엑스트라 사이드〉(レディオ・エクストラサイド)

- 렌탈 집사 -텐가의 고양이의 손이라도 빌리고 싶다・바토라지- (レンタル執事 ―天河の猫の手も借りたい・バトラジ―)
- 동쪽의 에덴 방송부 (Webラジオ 東のエデン 放送部)
- 웹 라디오 에루루의 작은 방 IN 우타와레루모노 (Webラジオ エルルゥの小部屋INうたわれるもの)
- 강철의 연금술사・라디오 FA 선언 (鋼の錬金術師 ・ラジオFA宣言)
- 아수라 크라잉 《카미라디오!》 (アスラクライン『カミラジオ！』)
- 《아라드 전기 슬랩업 파티》 Web 라디오〈아유미의 슬랩업 라디오〉(격주)

(『アラド戦記　スラップアップパーティー』Webラジオ「あゆみのスラップアップラジオ」)
- 웹 라디오 《하야테처럼!》 하야☆라지!! (Webラジオ『ハヤテのごとく！！』 ハヤ☆ラジ!!)
- 웹 라디오 〈테일즈 링 베스페리아〉 (Ｗｅｂラジオ「テイルズリング・ヴェスペリア」)
- 마리아와 융융의 상해반점에서 만나요(マリアとユンユンの上海飯店で会いましょう
- 프린세스 러버 라디오 프리라지! (プリンセスラバ－! プリラジ!)
- 지구발 데·지·캐럿 줄여서 치데지라디오 (地球発デ・ジ・キャラットラジオ略して地デジラジオ)
- 〈Which Witch 라디오 하늘 학교 방송부?〉(「Which Witch RADIO　空の学校 放送部？」)
- 《괭이갈매기 울 적에》EpisodeR -Radio of the golden witch-(『うみねこのなく頃に』EpisodeR -Radio of the golden witch-)(격주)
- Fate/Zero -라디오 매티어리얼-(Fate/Zero -ラジオマテリアル-)
- 〈하늘의 유실물〉 웹 라디오 소라오토~폴 인☆러브~(TVアニメーション「そらのおとしもの」webラジオ そらおと～ふぉーりん☆らぶ～)
- 박앵귀 웹 라디오 신선조통신 (薄桜鬼ＷＥＢラジオ 新選組通信)

## 방송 종료한 프로그램
| 방송기간                  | 프로그램명                                                     | 프로그램명(원제)                                           | 관련 애니메이션/게임         | 비고                         |
| ------------------------- | -------------------------------------------------------------- | ---------------------------------------------------------- | ---------------------------- | ---------------------------- |
| 2003년 1월 ~ 7월          | 테일즈 링 플러스(가제)                                         | テイルズリングぷらす                                       | 테일즈 시리즈                | 테일즈 시리즈 관련 정보 방송 |
| 2003년 10월 ~ 12월        | 고토 라디오                                                    | 後藤ラジオ                                                 |                              |                              |
| 2004년 5월 ~ 7월          | 테일즈 링                                                      | テイルズリング                                             | 테일즈 시리즈                | 테일즈 시리즈 관련 정보 방송 |
| 2004년 10월 ~ 2007년 3월  | 사토리나의 저 하늘에서 만나요                                  | 佐藤利奈のあの空で逢えたら                                 |                              |                              |
| 2005년 1월 ~ 2006년 1월   | 칸다상☆아이퐁의 네기마호 라디오~                               | カンださん☆アイぽんの ネギまほラジお                       | 마법선생 네기마!             |                              |
| 2005년 1월 ~ 4월          | 라쿠제네                                                       | らぐジェネ                                                 | 라그나로크 온라인            | 동영상 방송                  |
| 2005년 3월 ~ 11월         | 바질리스크 ~이가인방송~                                        | ラジリスク～伊賀忍放送～                                   | 바질리스크 ~코우가인법첩~    |                              |
| 2005년 7월 ~ 2006년 6월   | 하츠네지마 방송국 세컨드 시즌                                  | 初音島放送局S.S                                            | D.C. 다카포 II               |                              |
| 2005년 9월 ~ 2006년 3월   | 아리카와 니나의 소녀틱한 레디오                                | アリカ&ニナの乙女ちっくレディオ                            | 마이 오토메                  |                              |
| 2005년 10월 ~ 2006년 6월  | Solty Reidio                                                   | Solty Reidio                                               | 솔티 레이                    |                              |
| 2005년 10월 ~ 2008년 1월  | Radio ToHeart2                                                 | Radio ToHeart2                                             | 투하트2                      |                              |
| 2005년 10월 ~ 2009년 5월  | 사카이 카나코의 들어줘! 샤이닝☆드림                            | 酒井香奈子のかなえて!シャイニング☆ドリーム                 |                              |                              |
| 2005년 11월 ~ 2006년 9월  | 테일즈 링 리버스                                               | テイルズリング リバース                                    | 테일즈 오브 리버스           |                              |
| 2005년 11월 ~ 2007년 6월  | 나바타메 히토미의 햇님과 산보                                  | 生天目仁美のお陽さまとおさんぽ                             |                              |                              |
| 2005년 12월 ~ 2006년 8월  | 파니라지대쉬!                                                  | ぱにらじだっしゅ!                                          | 파니포니대쉬!                |                              |
| 2006년 1월 ~ 3월          | ARIA The STATION Neo VENEZIA INFORMALE                         | ARIA The STATION Neo VENEZIA INFORMALE                     | 아리아 디 애니메이션         |                              |
| 2006년 1월 ~ 9월          | 러브페로의 힘내요 돈벌어봐요                                   | らぶフェロの頑張りましょう儲けましょう                     |                              |                              |
| 2006년 3월 ~ 11월         | 웹 라디오 마리아님이 보고계셔                                  | Webラジオ マリア様がみてる                                 | 마리아님이 보고계셔          | 1기                          |
| 2006년 4월 ~ 2007년 3월   | ARIA the Station Due                                           | ARIA the Station Due                                       | 아리아 더 내츄럴             |                              |
| 2006년 4월 ~ 2007년 10월  | 라디오에서 만나YO!                                             | ラジオdeアイマSHOW!                                        | 아이돌 마스터                |                              |
| 2006년 4월 ~ 2008년 6월   | 소년 음양사 저편으로 퍼지는 목소리를 들어라 ~줄여서 마고라지   | 少年陰陽師・彼方に放つ声をきけ ～略して孫ラジ              | 소년 음양사                  |                              |
| 2006년 7월 ~ 2007년 4월   | 이나무라 유우나와 카와세 아키코의 트리플 A로 가자!!            | 稲村優奈と川瀬晶子のAAAで行こう!!                          |                              |                              |
| 2006년 9월 ~ 2007년 3월   | 칸다상☆아이퐁의 네기마호 라디오!?                              | カンださん☆アイぽんの ネギまほラジお!?                     | 마법선생 네기마              |                              |
| 2006년 9월 ~ 2007년 5월   | 테일즈 링 디 어비스                                            | テイルズリング ジ・アビス                                  | 테일즈 오브 디 어비스        |                              |
| 2006년 9월 ~ 2009년 1월   | 채운국 이야기 ~쌍검의 무용~                                    | 彩雲国物語～双剣の舞～                                     | 채운국 이야기                |                              |
| 2006년 10월 ~ 2008년 3월  | 오토보쿠 세이오 여학원 방송국                                  | 聖應女学院放送局                                           | 소녀는 언니를 사랑한다       |                              |
| 2006년 12월 ~ 2007년 5월  | 히다마리 라디오                                                | ひだまりラジオ                                             | 히다마리 스케치              |                              |
| 2007년 2월 ~ 4월          | 언제든지 소환! 서몬나이트 4                                    | いつでも召喚!サモンナイト4                                 | 서몬 나이트 4                |                              |
| 2007년 2월 ~ 8월          | 쓰르라미 울 적에 사루마와시 편                                 | ひぐらしのなく頃に 猿回し編                                | 쓰르라미 울 적에             |                              |
| 2007년 2월 ~ 9월          | Fate/stay tune                                                 | Fate/stay tune                                             | 페이트/스테이 나이트         |                              |
| 2007년 3월 ~ 11월         | 노다메 오케스트 라지오                                         | のだめオーケストラジオ                                     | 노다메 칸타빌레              |                              |
| 2007년 4월 ~ 2008년 3월   | ARIA The STATION Tricolore                                     | ARIA The STATION Tricolore                                 | 아리아 디 오리지네이션       |                              |
| 2007년 6월 ~ 9월          | 모모이 하루코의 라디오☆UP DATE                                 | 桃井はるこのらじお☆UP DATE                                 | 하루코☆UP DATE               |                              |
| 2007년 8월 ~ 2008년 1월   | 테일즈 링 심포니아                                             | テイルズリング シンフォニア                                | 테일즈 오브 심포니아         |                              |
| 2007년 8월 ~ 2008년 1월   | 쓰르라미 울 적에 사라마와시 편                                 | ひぐらしのなく頃に 皿回し編                                | 쓰르라미 울 적에             |                              |
| 2007년 8월 ~ 2008년 2월   | 코믹하이 프레젠츠 하이퍼 라디오!!                              | コミックハイ! プレゼンツ Hiぱ～Radio!!                     |                              |                              |
| 2007년 9월 ~ 2008년 1월   | 스케치북, 포근한 라디오                                        | スケッチブック ほんわからじお                              | 스케치북 ~full color's~      |                              |
| 2007년 9월 ~ 2008년 5월   | 미나미케의 미나키케                                            | みなみけのみなきけ                                         | 미나미가                     |                              |
| 2007년 9월 ~ 2008년 6월   | 들어서 아이란 섬, 카이류 신사 방송국                           | きいちゃって藍蘭島 海龍神社放送局                          | 소녀왕국 표류기              |                              |
| 2007년 9월 ~ 2008년 8월   | 모두 친구! 전국 바사라디오                                     | みんな友達！戦国バサラジオ                                 | 전국 바사라                  |                              |
| 2007년 10월 ~ 2008년 2월  | 현청연, 오타쿠스러운 라디오                                    | げんちょけん おたくならぢを                                | 현시연 2                     |                              |
| 2007년 10월 ~ 2008년 10월 | 나기사와 사나에의 너에게 레인보우                              | 渚と早苗のおまえにレインボー                               | 클라나드                     |                              |
| 2007년 11월 ~ 2008년 2월  | 라디오《공의 경계》the Garden of listeners                     | ラジオ『空の境界』the Garden of listeners                  | 공의 경계                    |                              |
| 2007년 11월 ~ 2008년 4월  | THE IDOLM@STER RADIO                                           | THE IDOLM@STER RADIO                                       | 아이돌 마스터                |                              |
| 2007년 11월 ~ 2008년 9월  | 아이돌 마스터 Radio For You                                    | アイドルマスター Radio For You!                            | 아이돌 마스터                |                              |
| 2007년 11월 ~ 2008년 10월 | D.C.II~다카포II~하츠네지마 일기                                | ラジオ ダ・カーポII 〜初音島日記                           | D.C. 다카포 II               |                              |
| 2007년 12월 ~ 2008년 4월  | 노노의 라디오                                                  | のののらぢお                                               | 네잎 클로버                  |                              |
| 2008년 1월 ~ 12월         | 히다마리 라디오×365                                            | ひだまりラジオ×365                                         | 히다마리 스케치              |                              |
| 2008년 2월 ~ 12월         | CLUB 코코 & 너트                                               | Yes! プリキュア5 GoGo! Webラジオ CLUB ココ&ナッツ          | Yes! 프리큐어5 GoGo!         |                              |
| 2008년 2월 ~ 2009년 4월   | 오늘부터 마왕! 진마국 방송협회                                 | 今日からマ王! 眞魔国放送協会                               | 오늘부터 마왕                |                              |
| 2008년 4월 ~ 7월          | 가면의 메이드 가이, 강제 봉사 라디오                           | 仮面のメイドガイ・強制ご奉仕ラジオ                         | 가면의 메이드 가이           |                              |
| 2008년 4월 ~ 9월          | 라디오 투 러브 - 트러블 ~아케노와 사유리의 아이난 고교 방송부~ | ラジオTo LOVEる-とらぶる- 〜明乃・紗友里の彩南高校放送部〜 | To LOVE -트러블-             |                              |
| 2008년 4월 ~ 12월         | 쓰르라미 울 적에 미나마와시 편                                 | ひぐらしのなく頃に 皆回し編                                | 쓰르라미 울 적에             |                              |
| 2008년 5월 ~ 2009년 7월   | 강철의 라디오 배럴                                             | 鉄のラジオバレル                                           | 강철의 라인 배럴             |                              |
| 2008년 6월 ~ 2009년 3월   | 절대가련 방송국                                                | 絶対可憐放送局                                             | 절대가련 칠드런              |                              |
| 2008년 7월 ~ 2008년 7월   | SOULEATER RADIO 사무전 공명 방송국 -소울 Side-                 | SOULEATER RADIO 死武専共鳴放送局                           | 소울 이터                    |                              |
| 2008년 7월 ~ 2009년 9월   | SOULEATER RADIO 사무전 공명 방송국 -마카 Side-                 | SOULEATER RADIO 死武専共鳴放送局                           | 소울 이터                    |                              |
| 2008년 8월 ~ 2008년 11월  | 이누라지 TB-SHOW                                               | 狗ラジ TB-SHOW                                             | 토가이누의 피                | PS2 이식 발매 기념 방송      |
| 2008년 8월 ~ 2009년 2월   | 칸다상☆아이퐁의 네기마호 라디오~네기라부(가)                   | カンださん☆アイぽんの ネギまほラジお〜ネギら部（仮）       | 마법선생 네기마!             |                              |
| 2008년 8월 ~ 2009년 9월   | 웹 라디오 마리아님이 보고계셔 02                               | Webラジオ マリア様がみてる                                 | 마리아님이 보고계셔          | 2기                          |
| 2008년 9월 ~ 2009년 5월   | 토라도라!                                                      | とらドラジオ!                                              | 토라도라!                    |                              |
| 2008년 10월 ~ 2009년 3월  | STB 사쿠라신마치 동네 방송                                     | STB 桜真町町内放送                                         | 벚꽃 사중주                  |                              |
| 2008년 10월 ~ 2009년 4월  | 나가사와 사에나와 아키오의 너에게 하이퍼 레인보우              | 渚と早苗と秋生のおまえにハイパーレインボー                 | 클라나드                     |                              |
| 2008년 10월 ~ 2009년 9월  | 아이돌마스터 P.S.Producer                                      | アイドルマスター P.S.プロデューサー                        | 아이돌 마스터                |                              |
| 2008년 12월 ~ 2009년 1월  | 겨울방학이야! 개그만화 일화                                    | 冬休みだよ!ギャグマンガ日和                                | 개그만화 보기 좋은 날        |                              |
| 2009년 1월 ~ 2009년 3월   | 샤이닝 포스 패더~포스 MAX 전개 라디오~                         | シャイニング・フォース フェザー 〜フォースMAX全開ラジオ〜  | 샤이닝 포스 패더             |                              |
| 2009년 1월 ~ 2009년 4월   | 메론·나지미의 스파클링☆KISS                                    | メロン・なじみのスパークリング☆KISS                        | 아키칸                       |                              |
| 2009년 1월 ~ 2009년 6월   | 「Vassalord.」Radio Station                                    | 「Vassalord.」Radio Station                                | vassalord.                   |                              |
| 2009년 1월 ~ 2009년 7월   | 미나키케 오카에리                                              | みなきけ おかえり                                          | 미나미가                     |                              |
| 2009년 1월 ~ 2009년 8월   | 레기오스의 라디옷스!                                           | レギオスのらじおッス!                                      | 강각의 레기오스              |                              |
| 2009년 3월 ~ 2009년 7월   | 시즈카와 마리야의 사랑의 색 한정                               | 静と茉莉也の恋彩限定（コ·イ·イ·ロ リミテッド）             | 첫사랑 한정                  |                              |
| 2009년 3월 ~ 2009년 9월   | 전국 BASARA【금】(쿠가네)                                      | 戦国BASARA【金】（くがね）                                 | 전국 바사라                  |                              |
| 2009년 4월 ~ 2009년 9월   | 전국 BASARA【은】(시로가네)                                    | 戦国BASARA【銀】（しろがね）                               | 전국 바사라                  |                              |
| 2009년 6월 ~ 2009년 9월   | 폭발라지아트☆                                                  | 爆発らじアート☆                                            | GA 예술과 아트 디자인 워크스 |                              |